# Trevor Blumas
Trevor Blumas (London, Ontário, 16 de outubro de 1984) é um ator, cantor e produtor musical. Nasceu e foi criado em Londres, Ontário.Frequentou a escola de artes "Lester B. Pearson", onde estudou teatro, música, dança e artes. Também fez parte do "Kids Theatre Company" em Ontário, onde estrelou musicais como My Fair Lady e Bugsy Malone.

## Carreira
Fez sua estréia na na televisão em 1997, aos 12 anos, em um episódio da série Earth: Final Conflict. Ganhou popularidade em 1999, quando participou do filme Switching Goals, estrelado por Mary-Kate e Ashley Olsen. No mesmo ano foi indicado a um Young Artist Awards por sua performance no telefilme Stranger in Town de 1998. Em 2000, voltou a ser indicado na premiação pela série de tv canadense Little Men. Trevor fez sua estréia no cinema em 2001, no filme The Unsaid, contracenando com Andy Garcia. Em 2003, se formou na escola AB Secondary School. Em 2004, participou do telefilme Prom Queen: The Marc Hall Story, história baseada em fatos reais sobre um adolescente gay que quer levar seu namorado ao baile. Um de seus trabalhos mais famosos aconteceu em 2005, quando participou do filme Sonhos no Gelo da Disney, como Teddy Harwood, onde contracenou com Michelle Trachtenberg.
Na adolescência, Blumas fez uma pausa na atuação para formar a banda de reggae "Staylefish". A banda teve sucesso no circuito universitário canadense, antes de Trevor se mudar para Los Angeles para seguir sua carreira de ator. Depois de voltar para Toronto, ele começou a "Corduroy", um grupo de rock independente. Blumas estudou cinema no Santa Monica College e completou uma licenciatura em estudos de cinema e história da arte na Universidade de Toronto.
Trevor participou de um projeto de música eletrônica chamado Doom Squad, que ele começou com suas duas irmãs Jaclyn e Allie. No início de 2011, Doom Squad lançou seu primeiro EP intitulado "Land O 'The Silver Birch" e, posteriormente, partiu em uma turnê pela costa oeste para promovê-lo.
Em 2015, Blumas estrelou o videoclipe da música "Year of the Hare" da banda hardcore Fucked Up.

## Filmografia
| Filmes    | Filmes                          | Filmes                  | Filmes                                  |
| Ano       | Filme                           | Personagem              | Nota                                    |
| --------- | ------------------------------- | ----------------------- | --------------------------------------- |
| 1998      | Stranger in Town                | Aaron                   | Telefilme                               |
| 1998      | The Wall                        | Ben Holst               | Telefilme                               |
| 1999      | Dinner at Fred's"               | Young Richard           | Telefilme                               |
| 1999      | Monet: Shadow and Light         | Daniel Fontaine         | Telefilme                               |
| 1999      | Seasons of Love                 | Hocking mais novo       | Telefilme                               |
| 1999      | Ataque ou Defesa                | Greg Jeffries           | Telefilme                               |
| 2000      | Virtual Mom                     | Tom                     | Telefilme                               |
| 2001      | The Unsaid                      | Kyle Hunter             |                                         |
| 2001      | Inside the Osmonds              | Jimmy Osmond            | Telefilme                               |
| 2001      | Jane Doe                        | Michael Doe             | Telefilme                               |
| 2002      | Guilt by Association            | Max adolescente         | Telefilme                               |
| 2004      | Prom Queen: The Marc Hall Story | Beau                    | Telefilme                               |
| 2005      | Sonhos no Gelo                  | Teddy Harwood           |                                         |
| 2007      | Too Young to Marry              | Carter                  | Telefilme                               |
| Televisão |                                 |                         |                                         |
| Ano       | Trabalho                        | Personagem              | Nota                                    |
| 1997      | Earth: Final Conflict           | Jebediah Good           | 1 episódio                              |
| 1998      | Due South                       | Fraser jovem            | 1 episódio                              |
| 1998      | Little Men                      | Nathanel Blake          |                                         |
| 2000      | Twice in a Lifetime             | Jovem Ben Bogart        | "Curveball" (Temporada 2, Episódio 4)   |
| 2001      | Twice in a Lifetime             | Ryan Storey adolescente | "The Choice" (Temporada 2, Episódio 22) |
| 2011      | Warehouse 13                    | Geoffery Cedolia        | "Trials" (Temporada 3, Episódio 2)      |